# Team Illuminate (equip femení)
El Team Illuminate (codi UCI: ILU) és un equip ciclista femení estatunidenc. Creat al 2017, té categoria UCI Women's Team des de l'any següent. És la secció femenina de l'equip Team Illuminate.

## Classificacions UCI
Aquesta taula mostra la plaça de l'equip a la classificació de la Unió Ciclista Internacional a final de temporada i també la millor ciclista en la classificació individual de cada temporada.
| Temporada | Classificació per equips | Millor ciclista en la classificació individual |
| --------- | ------------------------ | ---------------------------------------------- |
| 2017      | 42è                      | Kateřina Nash (275a)                           |

A partir del 2016, l'UCI Women's WorldTour va substituir la Copa del món
| Temporada | Classificació per equips | Millor ciclista en la classificació individual |
| --------- | ------------------------ | ---------------------------------------------- |
| 2017      | 34è                      | Kateřina Nash (127a)                           |

## Composició de l'equip
| \| Llista de l'equip 2017 \| Llista de l'equip 2017 \| Llista de l'equip 2017 \| Llista de l'equip 2017 \| \| Ciclista \| Data de naixement \| Equip previ \| \| \| --------------------------------------- \| ---------------------- \| ----------------------- \| ---------------------- \| \| Grace Anderson \| 9 de juliol de 1997 \| \| \| \| Jessica Bobeck \| 6 de abril de 1993 \| \| \| \| Libby Caldwell (19 de jul–31 de des) \| 10 de gener de 1994 \| \| \| \| Georgia Christie \| 22 de novembre de 1997 \| \| \| \| Amity Gregg (26 de abr–31 de des) \| 28 de maig de 1993 \| \| \| \| Mikayla Harvey (26 de abr–31 de des) \| 7 de setembre de 1998 \| \| \| \| Rachel Langdon (1 de gen–18 de abr) \| 25 de setembre de 1988 \| \| \| \| Yusseli Mendivil \| 6 de setembre de 1991 \| \| \| \| Alexandra Millard \| 20 de maig de 1993 \| \| \| \| Kateřina Nash (5 de maig–31 de des) \| 9 de desembre de 1977 \| \| \| \| Samantha Schneider (1 de gen–11 de abr) \| 18 de setembre de 1990 \| Tibco-To the Top (2014) \| \| \| Skylar Schneider (1 de gen–25 de abr) \| 3 de setembre de 1998 \| \| \| \| Josie Talbot \| 9 de agost de 1996 \| \| \| \| \| \| \| \| \| Font: UCI \| \| \| \| |                        |                         |  |
| Llista de l'equip 2017 |                        |                         |  |
| Ciclista | Data de naixement      | Equip previ             |  |
| Grace Anderson | 9 de juliol de 1997    |                         |  |
| Jessica Bobeck | 6 de abril de 1993     |                         |  |
| Libby Caldwell (19 de jul–31 de des) | 10 de gener de 1994    |                         |  |
| Georgia Christie | 22 de novembre de 1997 |                         |  |
| Amity Gregg (26 de abr–31 de des) | 28 de maig de 1993     |                         |  |
| Mikayla Harvey (26 de abr–31 de des) | 7 de setembre de 1998  |                         |  |
| Rachel Langdon (1 de gen–18 de abr) | 25 de setembre de 1988 |                         |  |
| Yusseli Mendivil | 6 de setembre de 1991  |                         |  |
| Alexandra Millard | 20 de maig de 1993     |                         |  |
| Kateřina Nash (5 de maig–31 de des) | 9 de desembre de 1977  |                         |  |
| Samantha Schneider (1 de gen–11 de abr) | 18 de setembre de 1990 | Tibco-To the Top (2014) |  |
| Skylar Schneider (1 de gen–25 de abr) | 3 de setembre de 1998  |                         |  |
| Josie Talbot | 9 de agost de 1996     |                         |  |
| |                        |                         |  |
| Font: UCI |                        |                         |  |